# Nigella Saunders
Nigella Jekyll Saunders  (* 7. Dezember 1979) ist eine Badmintonspielerin aus Jamaika.

## Karriere
Bei den Olympischen Sommerspielen 2004 in Athen nahm Nigella Saunders am Badminton-Einzelturnier teil. In der ersten Runde unterlag sie dabei gegen Mia Audina aus den Niederlanden mit 0:2 Sätzen. Sie war und ist die bisher einzige Olympiateilnehmerin Jamaikas im Badminton.
1999 holte sie sich zwei Titel bei den Puerto Rico International. 2001 gewann sie alle drei möglichen Titel bei den Carebaco-Meisterschaften. Bei den Panamerikaspielen 2003 siegte sie in der Dameneinzelkonkurrenz und wurde Dritte im Mixed mit Charles Pyne.
Bei nationalen Meisterschaften gelang es ihr, in den Jahren von 2005 bis 2009 jeweils den Einzel- und Doppeltitel (dort mit Alya Lewis) zu gewinnen.